# Miriam Diéguez de Oña
Miriam Diéguez de Oña, coneguda esportivament com a Miriam, (Santa Coloma de Gramenet, 4 de maig de 1986) és una futbolista catalana, que juga en la posició de centrecampista.
Va començar a jugar al Club Esportiu Sant Gabriel i la temporada 2002-03 va fitxar pel Reial Club Deportiu Espanyol, amb el qual va guanyar quatre Copes Catalunya (2005-08), un Campionat de Lliga (2006) i tres Copes de la Reina (2006, 2009 i 2010). La temporada 2010-11 va fitxar pel Rayo Vallecano, fet que va ser considerat com un dels primers fitxatges estel·lars del futbol femení estatal. Aquella mateixa temporada va guanyar el seu segon títol de Lliga. L'any següent va fitxar pel Futbol Club Barcelona, amb el qual va guanyar cinc Copes Catalunya (2011-12, 2014-16, quatre Lligues espanyoles (2012-15) i tres Copes de la Reina (2013, 2014 i 2017). Al final de la temporada 2016-17, el FC Barcelona va rescindir el seu contracte i va fitxar pel Llevant Unió Esportiva. Posteriorment, va jugar al Málaga Club de Fútbol i al Deportivo Alavés. A nivell de seleccions, amb la catalana va guanyar dues vegades el Campionat d'Espanya sub-17 (2000 i 2002). També va ser internacional amb la selecció espanyola en categories inferiors i va proclamar-se campiona d'Europa sub-19 el 2004, on va ser escollida millor jugadora de la final. Amb la selecció absoluta ha sigut internacional en trenta-quatre ocasions, destacant la seva participació a l'Eurocopa Femenina de Futbol 2013.

## Palmarès
Clubs
- 9 Copes Catalunya de futbol femenina: 2005, 2006, 2007, 2008, 2011, 2012, 2014, 2015 i 2016
- 6 Lligues espanyoles de futbol femenina: 2005-06, 2010-11, 2011-12, 2012-13, 2013-14 i 2014-15
- 6 Copa espanyola de futbol femenina: 2006, 2009, 2010, 2013, 2014 i 2017